# Volta ao Algarve de 1989
A 15.ª edição da Volta ao Algarve teve lugar em 1989.

## Generalidad(e)
A velocidade média desta volta é de ? km h.

## As etapas
| Etapa     | Localidades | Km | Vencedor                   | Segundo | Terceiro | Duração         | Velocidade Média do vencedor | Líder da geral     |
| 1.ª etapa | ?           | ?  | Fernando Carvalho,         | ?       | ?        | ? h ?? min ?? s | ??,??? km h                  | Fernando Carvalho, |
| 2.ª etapa | ?           | ?  | Serafim Vieira,            | ?       | ?        | ? h ?? min ?? s | ??,??? km h                  | ?                  |
| 3.ª etapa | ?           | ?  | Serafim Vieira,            | ?       | ?        | ? h ?? min ?? s | ??,??? km h                  | ?                  |
| 4.ª etapa | ?           | ?  | José Rodrigues,            | ?       | ?        | ? h ?? min ?? s | ??,??? km h                  | ?                  |
| 5.ª etapa | ?           | ?  | Orlando Rodrigues,         | ?       | ?        | ? h ?? min ?? s | ??,??? km h                  | ?                  |
| 6.ª etapa | ?           | ?  | Jorge Corvo,               | ?       | ?        | ? h ?? min ?? s | ??,??? km h                  | ?                  |
| 7.ª etapa | ?           | ?  | Francisco Navarro, Espanha | ?       | ?        | ? h ?? min ?? s | ??,??? km h                  | ?                  |
| 8.ª etapa | ?           | ?  | Carlos Coelho,             | ?       | ?        | ? h ?? min ?? s | ??,??? km h                  | ?                  |
| 9.ª etapa | ?           | ?  | Alexandre Ruas,            | ?       | ?        | ? h ?? min ?? s | ??,??? km h                  | Fernando Carvalho, |

## Classificação geral
| \| 1. Fernando Carvalho, \| ? h ?? min ?? s \| \| \| \| 2. Marco Chagas, \| a ? min ?? s \| \| \| \| 3. Manuel Zeferino, \| a ? min ?? s \| \| \| \| 4. Serafim Vieira, \| a ? min ?? s \| \| \| \| 5. Delmino Pereira, \| a ? min ?? s \| \| \| \| 6. Eduardo Correia, \| a ? min ?? s \| \| \| \| 7. Manuel Abreu, \| a ? min ?? s \| \| \| \| 8. Francisco Navarro, Espanha \| a ? min ?? s \| \| \| \| 9. Carlos Coelho, \| a ? min ?? s \| \| \| \| 10. Manuel Correia, \| a ? min ?? s \| \| \| |                 |  |  |
| 1. Fernando Carvalho, | ? h ?? min ?? s |  |  |
| 2. Marco Chagas, | a ? min ?? s    |  |  |
| 3. Manuel Zeferino, | a ? min ?? s    |  |  |
| 4. Serafim Vieira, | a ? min ?? s    |  |  |
| 5. Delmino Pereira, | a ? min ?? s    |  |  |
| 6. Eduardo Correia, | a ? min ?? s    |  |  |
| 7. Manuel Abreu, | a ? min ?? s    |  |  |
| 8. Francisco Navarro, Espanha | a ? min ?? s    |  |  |
| 9. Carlos Coelho, | a ? min ?? s    |  |  |
| 10. Manuel Correia, | a ? min ?? s    |  |  |

## Classificações secundárias
| Classificação por pontos          | Vítor Lourenço,                |
| Classificação do melhor escalador | Delmino Pereira,               |
| Classificação da melhor equipa    | Louletano-Vale do Lobo,        |
| 2.º                               | Recer-Boavista, , a ?? s       |
| 3.º                               | Garcia Joalheiro-PFA, , a ?? s |

## Lista das equipas
| Louletano-Vale do Lobo | Garcia Joalheiro/PFA | Vigor-Lousa |
|                        |                      |             |
| Ruquita/Feirense       | Recer-Boavista       | Seur        |
|                        |                      |             |
| Olhanense              |                      |             |
|                        |                      |             |
|                        |                      |             |